# Stazione di Kita-Yono
La stazione di Kita-Yono (北与野駅?, Kita-Yono-eki) è una stazione ferroviaria situata nella città di Saitama, nella prefettura di Saitama in Giappone, nel quartiere di Chūō-ku. La stazione è servita unicamente dalla linea Saikyō della JR East.

## Storia
La stazione venne aperta il 30 settembre 1985.

## Linee e servizi
- East Japan Railway Company
  - ■ Linea Saikyō

## Struttura
La stazione è dotata di una banchina centrale a isola con due binari su viadotto. Lungo i binari passano anche quelli del Tōhoku Shinkansen.
| 1 | ■ Linea Saikyō | per Musashi-Urawa, Akabane, Shinjuku, Ōsaki e Shin-Kiba |
| 2 | ■ Linea Saikyō | per Ōmiya e Kawagoe                                     |

## Stazioni adiacenti
| «                                         | Servizio     | »            |
| Linea Saikyō                              | Linea Saikyō | Linea Saikyō |
| ----------------------------------------- | ------------ | ------------ |
| Yonohommachi                              | Locale       | Ōmiya        |
| I treni Rapidi e R. pendolari non fermano |              |              |